# 谢尔河畔塞勒城堡
谢尔河畔塞勒城堡（Château de Selles-sur-Cher）是一座法国城堡，文艺复兴风格，建于16-18世纪，位于中央-卢瓦尔河谷大区卢瓦-谢尔省罗莫朗坦-朗特奈区市镇谢尔河畔塞勒。1926年列为法国历史遗迹。
2012年，这座城堡向公众开放。 同年又出售给尼古拉斯•马泽西和凯瑟琳•吴夫妇，他们计划在此开设葡萄酒厂。